# Trichonta
Trichonta är ett släkte av tvåvingar som beskrevs av Johannes Winnertz 1863. Trichonta ingår i familjen svampmyggor.

## Dottertaxa tillTrichonta, i alfabetisk ordning[1][2]
- Trichonta aberrans
- Trichonta aberransida
- Trichonta acmodonta
- Trichonta affinis
- Trichonta altaica
- Trichonta amica
- Trichonta apicalis
- Trichonta arentina
- Trichonta atricauda
- Trichonta aureola
- Trichonta beata
- Trichonta bezzii
- Trichonta bicolor
- Trichonta bifida
- Trichonta brevicauda
- Trichonta brigantia
- Trichonta canariensis
- Trichonta canora
- Trichonta chaoi
- Trichonta chinesis
- Trichonta cincta
- Trichonta clara
- Trichonta clavigera
- Trichonta clemens
- Trichonta comica
- Trichonta comis
- Trichonta composita
- Trichonta concinna
- Trichonta conjungens
- Trichonta contenta
- Trichonta crucifera
- Trichonta delicata
- Trichonta excisa
- Trichonta eximia
- Trichonta facilis
- Trichonta falcata
- Trichonta fasciata
- Trichonta festa
- Trichonta fidelis
- Trichonta fissicauda
- Trichonta flavicauda
- Trichonta flebilis
- Trichonta floresiana
- Trichonta foeda
- Trichonta fragilis
- Trichonta fuliginosa
- Trichonta funerea
- Trichonta fusca
- Trichonta fusciventris
- Trichonta generosa
- Trichonta genitalis
- Trichonta gentilis
- Trichonta girschneri
- Trichonta hamata
- Trichonta hungarica
- Trichonta icenica
- Trichonta illaetabilis
- Trichonta justa
- Trichonta languida
- Trichonta laura
- Trichonta lucida
- Trichonta lyrica
- Trichonta major
- Trichonta maritima
- Trichonta melanura
- Trichonta merita
- Trichonta multigena
- Trichonta neosalva
- Trichonta neuquina
- Trichonta nigritula
- Trichonta nubilipennis
- Trichonta obesa
- Trichonta orientalia
- Trichonta ostroverkhovae
- Trichonta palustris
- Trichonta paraterminalis
- Trichonta patens
- Trichonta perspicua
- Trichonta pilicauda
- Trichonta placida
- Trichonta profunda
- Trichonta pseudolanguida
- Trichonta pulchra
- Trichonta rostriforma
- Trichonta salva
- Trichonta secura
- Trichonta sedata
- Trichonta sedula
- Trichonta serena
- Trichonta sergioi
- Trichonta similis
- Trichonta simplex
- Trichonta sincera
- Trichonta sobria
- Trichonta spinigera
- Trichonta subfacipennis
- Trichonta subfusca
- Trichonta submaculata
- Trichonta subterminalis
- Trichonta superba
- Trichonta terminalis
- Trichonta tiliae
- Trichonta triseta
- Trichonta tristis
- Trichonta trivittata
- Trichonta tschulyschmanensis
- Trichonta valida
- Trichonta vegeta
- Trichonta venosa
- Trichonta vitta
- Trichonta vulcani
- Trichonta vulgaris